# 浜田康行
浜田 康行（はまだ やすゆき、1948年3月12日 - ）は、日本の経済学者。専門は金融論・中小企業論・ベンチャーキャピタル論。北海道大学名誉教授。はまなす財団理事長。「濱田康行」とも表記される。

## 略歴
神奈川県横浜市出身。1966年横浜市内の県立高校、1970年東北大学経済学部を卒業。全国農業協同組合連合会に勤務。1977年同大学院経済学研究科博士課程単位取得退学。同年、久留米大学商学部講師。1981年3月5日経済学博士（東北大学・課程博士、第6号。学位請求論文は「イギリスにおける長期信用機関の展開」久留米大学商学部附属産業経済研究所紀要第9集、1980年11月）。
1982年北海道大学経済学部助教授。1984年ブリティッシュ・カウンシルを通じて英国・ダラム大学に留学（ - 1985年）。1991年同経済学部教授。2000年同大学院経済学研究科教授。北海道大学等の技術移転機関である北海道ティー・エル・オー株式会社取締役就任。2005年京都大学寄付講座客員教授（ - 2009年）。2010年北海道大学退官。同名誉教授。全国大学生協共済生活協同組合連合会・会長理事、札幌国際大学学長・札幌国際大学短期大学部学長に就任。2014年札幌国際大学を退職して、北海道櫻井産業学園理事長・道都大学学長・理事長に就任。2015年道都大学を退職。2011年4月より札幌テレビ放送番組審議会委員長（～2020年3月）。2014年12月より公益財団法人はまなす財団理事長となり現在に至る。

## 家族
6人の兄の中には、浜田輝男、（北海道国際航空(現AIRDO)元社長）や浜田政則早稲田大学大学院教授（土木工学専攻）などがいる。

## 受賞歴
- 中小企業研究奨励賞（1999年、財団法人商工総合研究所）

## 主著
- 『第三の証券市場 : 中小企業も「上場会社」になれる』（東洋経済新報社, 1988年）
- 『金融の原理』（北海道大学図書刊行会, 1991年。なお本書は、Amazon.co.jpの「商品説明」にて、「講義用に書かれた解説書」である旨の説明がなされている）